# Cromosomi omologhi
I cromosomi omologhi sono cromosomi morfologicamente identici che presentano in loci corrispondenti gli stessi geni con le stesse informazioni. 
Negli organismi eucarioti ogni cromosoma, sia nella mitosi sia nella meiosi (fase I), è presente in due copie di cromosomi omologhi, ognuna formata dai  due cromatidi derivanti dalla duplicazione delle unità di DNA omologhe di origine materna e paterna. Questi cromosomi hanno uguali dimensioni e lo stesso numero di geni, ma non necessariamente lo stesso numero di alleli, codificano in ogni punto per lo stesso carattere e possiedono geni con effetto fenotipico simile; hanno quindi un alto livello di identità funzionale. 
Nell'essere umano vi sono 46 cromosomi distribuiti in 22 coppie di cromosomi omologhi non legati al sesso (autosomi) e una coppia di cromosomi legati al sesso (eterosomi): XX nella femmina, XY nel maschio.